# Brigada
Brigada (russisk: Бригада) er en russisk miniserie fra 2002 af Aleksej Sidorov.

## Medvirkende
- Sergej Bezrukov som Aleksandr Belov
- Vladimir Vdovitjenkov som Valerij Filatov
- Dmitrij Djuzjev som Kosmos Kholmogorov
- Pavel Majkov som Viktor Ptjolkin
- Jekaterina Guseva som Olga Belova